# Mario Rossi (Dirigent)

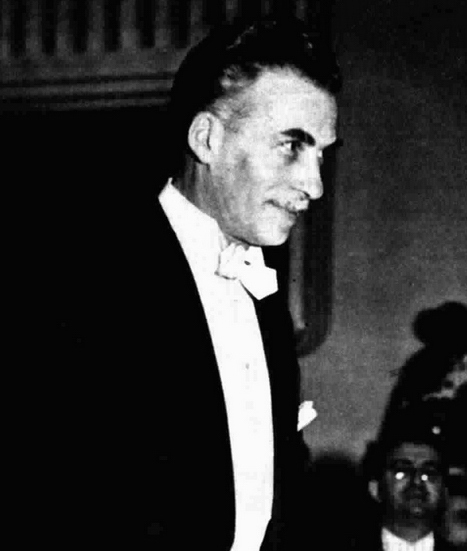
Mario Rossi (ca. 1964)

Mario Rossi (* 29. März 1902 in Rom; † 29. Juni 1992 ebenda) war ein italienischer Dirigent, der für seine soliden und sorgfältigen Interpretationen eines Repertoires bekannt war, das von italienischen Klassikern über die russische Moderne wie Sergei Prokofjew bis zum deutschen Opernklassiker Christoph Willibald Gluck reichte.

## Leben und Werk
Mario Rossi studierte Komposition in Rom bei Ottorino Respighi und Dirigieren bei Giacomo Setaccioli, bei dem er 1925 seinen Abschluss machte. Kurz danach wurde er Assistent des Dirigenten Bernardino Molinari. Er wurde zum Dirigenten in Residence des Maggio Musicale Fiorentino in Florenz ernannt (1937–1946) und debütierte dort 1937 mit Pietro Mascagnis Iris. Im folgenden Jahr leitete er die Uraufführung von Gian Francesco Malipieros Oper Antonio e Cleopatra.
Er dirigierte an allen großen Opernhäusern Italiens und erarbeitete sich nicht nur ein italienisches Standardrepertoire, sondern sorgte auch für zahlreiche Wiederbelebungen älterer Werke wie Galuppis Il filosofo di campagna, Monteverdis Il ritorno d’Ulisse in patria und Piccinnis La buona figliuola.
Von 1946 bis 1969 war er Chefdirigent des Sinfonieorchesters der RAI in Turin. Er brachte dieses Ensemble auf ein internationales Niveau und gastierte mit ihm in Brüssel (1950), Wien (1951) und Salzburg (1952). Als seine besten Arbeiten mit dem Orchester gelten Il matrimonio segreto, Il barbiere di Siviglia, Don Pasquale, Un ballo in maschera, Don Carlo, Otello und Falstaff.
Von 1953 bis 1963 war er Gastdirigent der Wiener Philharmoniker und dirigierte 10 Abonnementkonzerte.
Seine Aufnahmen von Glucks Paride ed Elena (1968) und von Prokofjews Alexander Newski (1954) weisen Rossi als einen Dirigenten aus, dessen Stil sowohl in einem deutschen Meisterwerk von 1770 wie in einem russischen des 20. Jahrhunderts ein unverwechselbares „Italienisch“ oder auf andere Weise unechte stilistische Tendenzen vermeidet. Er war einer der wenigen Dirigenten, die bei Gluck authentisch Gluckianisch und bei Verdi authentisch Verdianisch klingen. Die Bandbreite seiner musikalischen Vorlieben war außergewöhnlich. Spitzenleistungen in einem so unterschiedlichen Repertoire zu erreichen, ist selbst für große Dirigenten selten. Wegen dieser Universalität gibt es kaum mit Rossi vergleichbare Dirigenten. Trotzdem war er einer der am wenigsten bekannten der großen Orchesterdirigenten des 20. Jahrhunderts. 

## Diskographie (Auswahl)
- Brahms: Klavierkonzert Nr. 2 B-Dur, op. 83 – Swjatoslaw Richter; Mario Rossi/Sinfonieorchester der Rai; Archipel 2013
- Beethoven: Klavierkonzert Nr. 3 c-Moll, op. 37 – Friedrich Gulda; Mario Rossi/WDR Sinfonieorchester Köln, Naxos 2011
- Cilea: Adriana Lecouvreur – Magda Olivero/Franco Corelli/Giulietta Simionato/Ettore Bastianini; Mario Rossi/Orchestra del Teatro San Carlo di Napoli; DOC 1999/Opera d’Oro 2009
- Grieg: Klavierkonzert, op. 16 – Schumann: Carnevale di Vienna, op. 26 – Arturo Benedetti Michelangeli; Mario Rossi/Sinfonieorchester der RAI; DIS 1955/1968
- Petrassi: Récréation Concertante, Mario Rossi/Orchestra della Svizzera italiana; Ermitage 1994
- Rossini: La Cenerentola; Cetra 1949
- Rossini: Guglielmo Tell; Cetra 1951
- Donizetti: La figlia del reggimento; Cetra 1950
- Donizetti: Don Pasquale; Cetra 1952
- Verdi: Luisa Miller; Cetra 1951
- Verdi: Falstaff; Cetra 1949